# Puente de Sant'Angelo
El puente de Sant'Angelo, originalmente puente de Elio (Pons Aelius) y también conocido como puente de Adriano, es un puente situado en la ciudad de Roma, construido entre los años 134-139 por el emperador romano Adriano, destinado a extender el centro de la ciudad a su mausoleo de reciente construcción, que hoy en día constituye el Castillo de Sant'Angelo. Se encuentra cubierto de mármol travertino y cruza el río Tíber con cinco arcadas.
Hoy, el puente es exclusivamente peatonal y proporciona una vista fotogénica del castillo de Sant'Angelo. Enlaza el rione (distrito) de Ponte (que recibió su nombre por el propio río) con el rione de Borgo.

## Historia
En tiempos pasados, los peregrinos utilizaban este puente para llegar a la Basílica de San Pedro, por lo que era también conocido como "puente de San Pedro" (pons Sancti Petri). Bajo el gobierno del papa Gregorio I, tanto el castillo como el puente adoptaron el nombre de Sant'Angelo. Cuenta la leyenda que un ángel se apareció en el tejado del castillo para anunciar el final de la plaga. Cabe destacar un accidente acaecido durante la clausura del Jubileo de 1450, en el cual fallecieron 172 personas. Esto sucedió el 19 de diciembre debido a una avalancha humana provocada por el desbocamiento de una mula. Desgraciadamente, en aquel momento el puente estaba obstruido por un gran número de puestos ambulantes y carros. De manera que muchos fueron pisoteados y otros hubieron de saltar al río. La balaustrada no aguantó la presión y se desplomó, con la consiguiente caída de personas. En respuesta, muchas de las casas que existían a la entrada del río, así como un arco de triunfo romano fueron derruidos para ampliar el paso de los peregrinos.
Durante los siglos posteriores al siglo XVI, el puente se utilizó para exponer los cuerpos de los ejecutados en la cercana Piazza di Ponte, a la izquierda de la cabeza del puente. En el año 1535, el papa Clemente VII destinó los ingresos del peaje que había que pagar para cruzar el puente para erigir las estatuas de los apóstoles San Pedro y San Pablo, a los que se añadieron más tarde los cuatro evangelistas y patriarcas que representaban las estatuas de Adán, Noé, Abrahám y Moisés. En 1669, el papa Clemente IX encomendó el reemplazo de los antiguos ángeles de estuco de Raffaello da Montelupo, encargados por Paulo III. Bernini programó la construcción de diez ángeles que sostenían los instrumentos de la Pasión y realizó personalmente los que sostienen la inscripción "I.N.R.I." y la Corona de Espinas. Ambas imágenes fueron requisadas por Clemente IX para su propio deleite y hoy se encuentran en la iglesia de Sant'Andrea delle Fratte, también en Roma.

## Lista de ángeles
1. Ángel con la columna (Antonio Raggi, inscripción "Tronus meus in columna").[1]
2. Ángel con las fustas (Lazzaro Morelli, inscripción "In flagella paratus sum").[2]
3. Ángel con la Corona de Espinas (Bernini y su hijo Paolo, hoy en la iglesia de Sant'Andrea delle Fratte). Copia en el puente de Paolo Naldini (inscripción "In aerumna mea dum configitur spina").[3]
4. Ángel con el sudario (Velo de la Verónica) (Cosimo Fancelli, inscripción Respice faciem Christi tui).[4]
5. Ángel con el sudario y los dados (Paolo Naldini, inscripción "super vestimentum meum miserunt sortem").[5]
6. Ángel con los clavos (Girolamo Lucenti, inscripción "Aspicient ad me quem confixerunt").[6]
7. Ángel con la cruz (Ercole Ferrata, inscripción "Cuius principatus super humerum eius").[7]
8. Ángel con la inscripción (Bernini y su hijo Paolo, hoy en la iglesia de Sant'Andrea delle Fratte). Copia en el puente de Giulio Cartari (inscripción "Regnavit a ligno deus").[8]
9. Ángel con la esponja (Antonio Giorgetti, inscripción "Potaverunt me aceto").[9]
10. Ángel con la Lanza (Domenico Guides, inscripción "Vulnerasti cor meum").[10]

De las estatuas anteriores a la intervención de Bernini únicamente perduran los dos apóstoles, San Pedro y San Pablo.

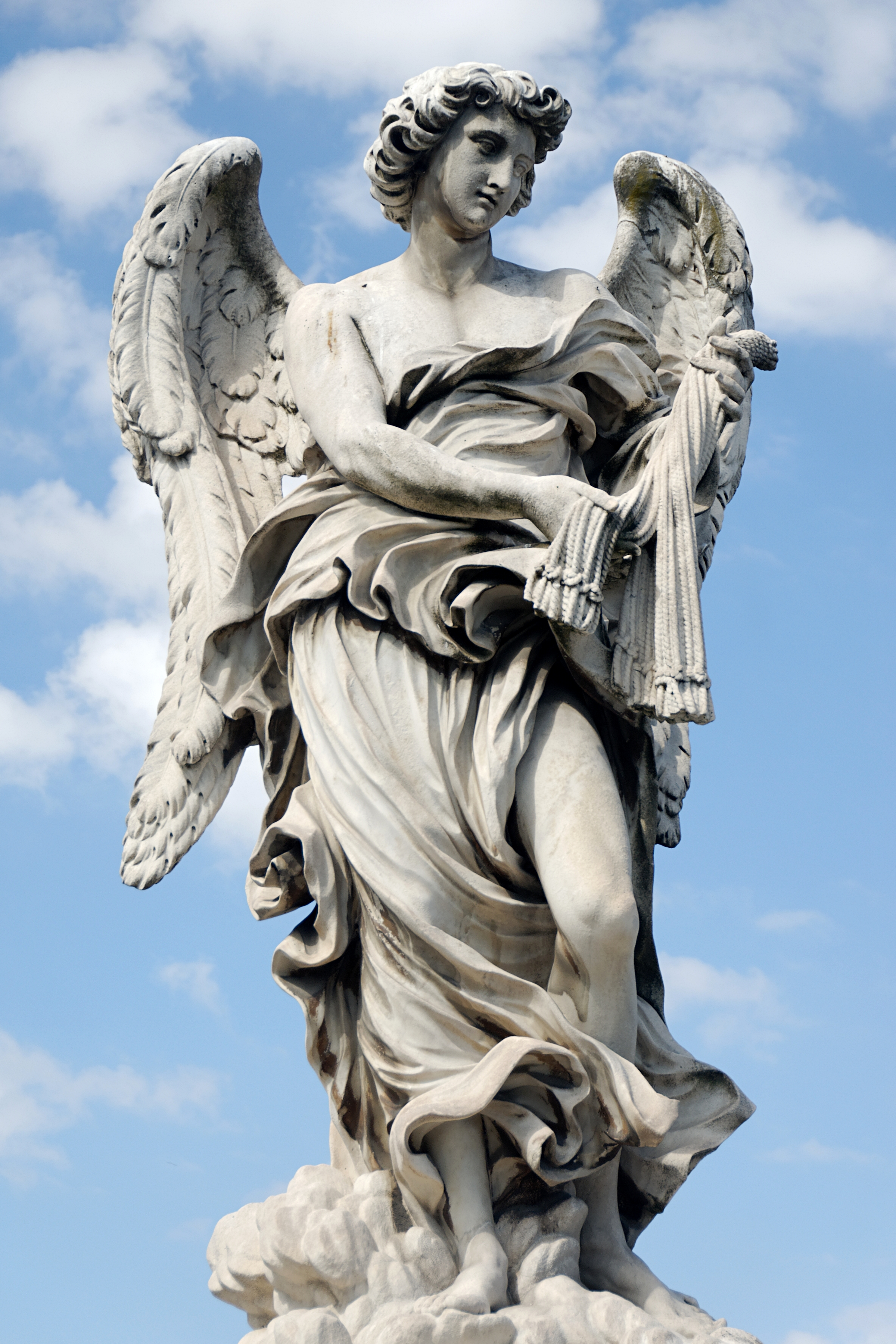
El flagelo con el que fue fustigado (Lazzaro Morelli)
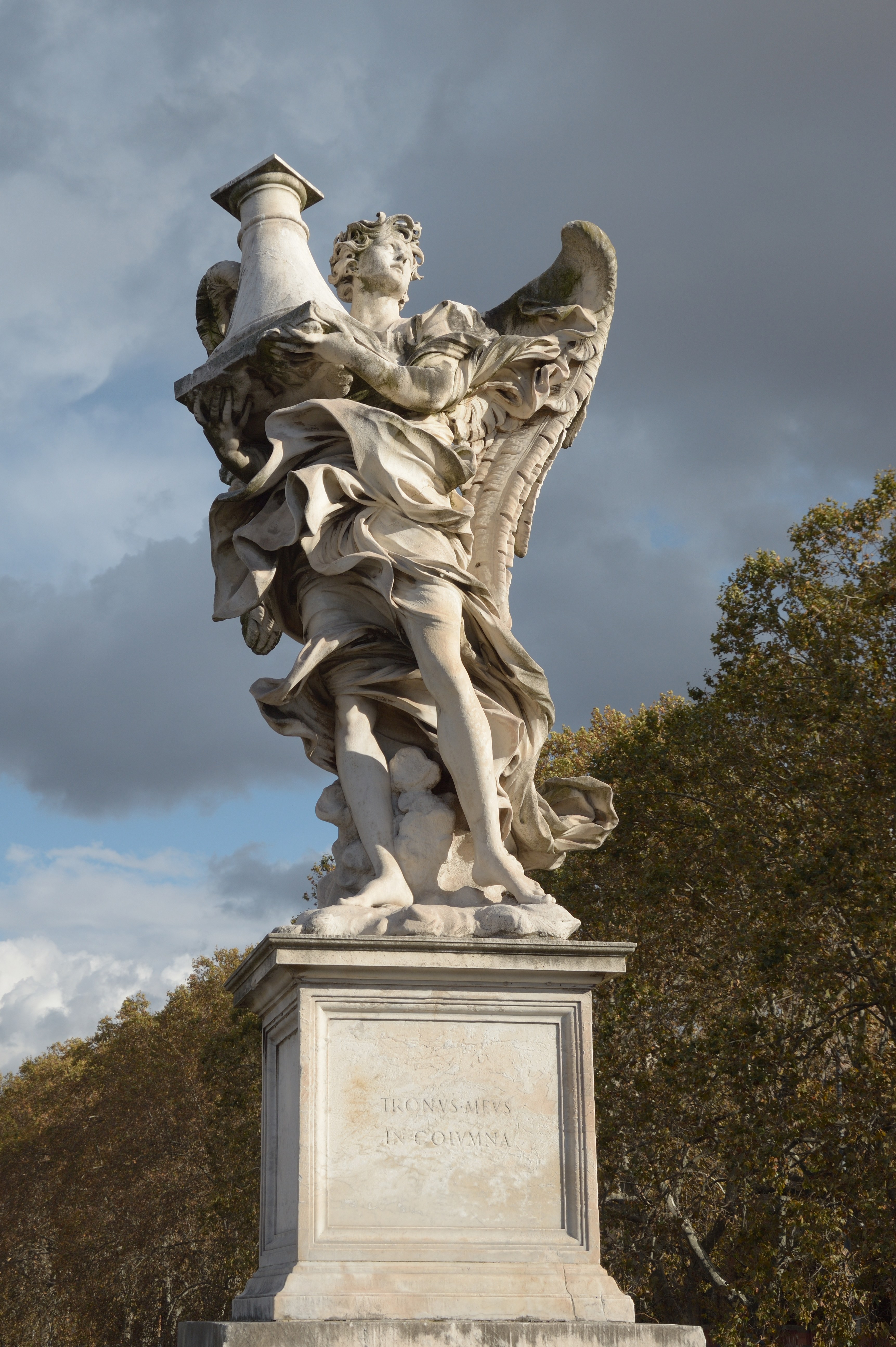
La columna a la que fue atado durante la flagelación (Antonio Raggi)
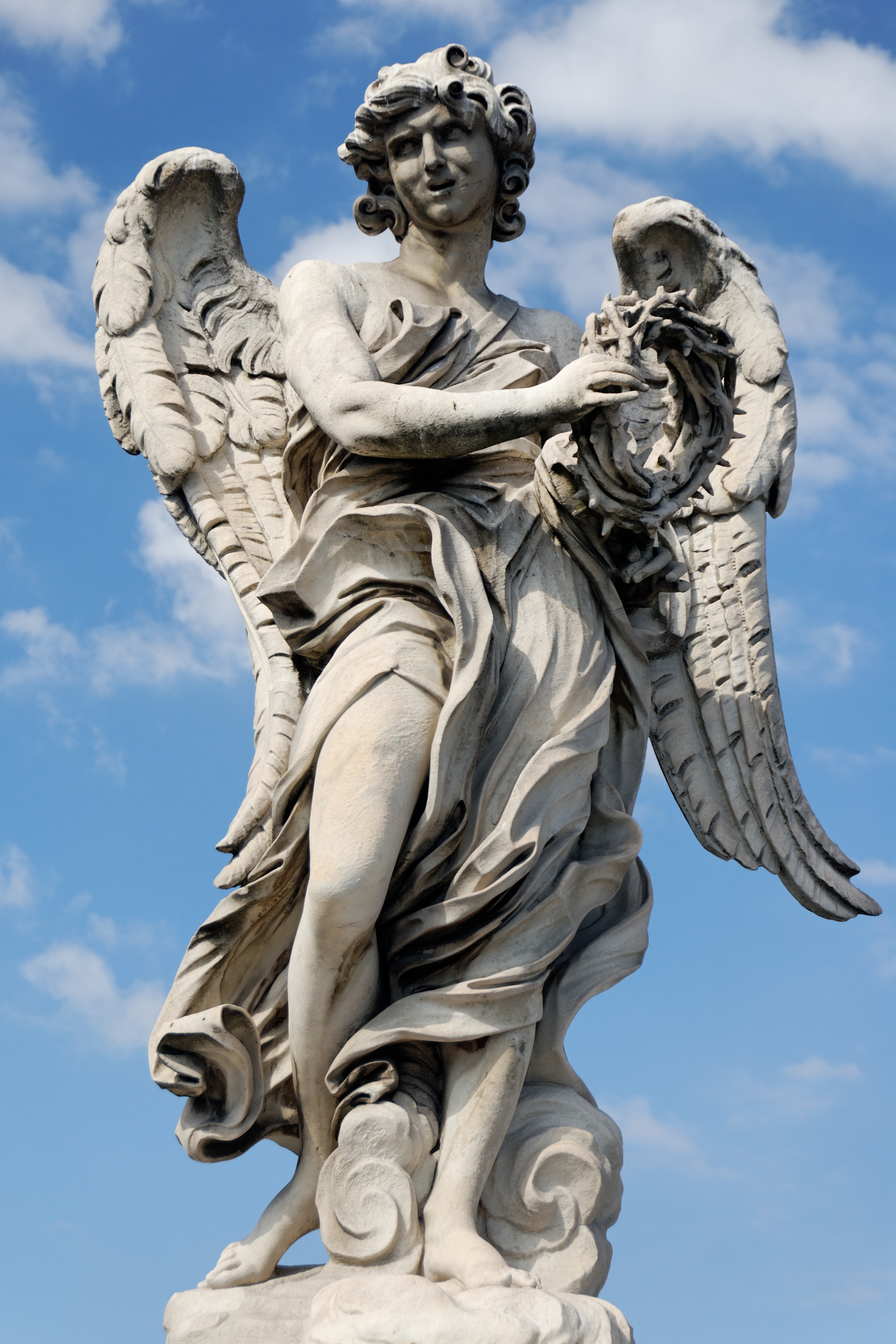
La corona de espinas que le pusieron en la cabeza (Paolo Naldini)
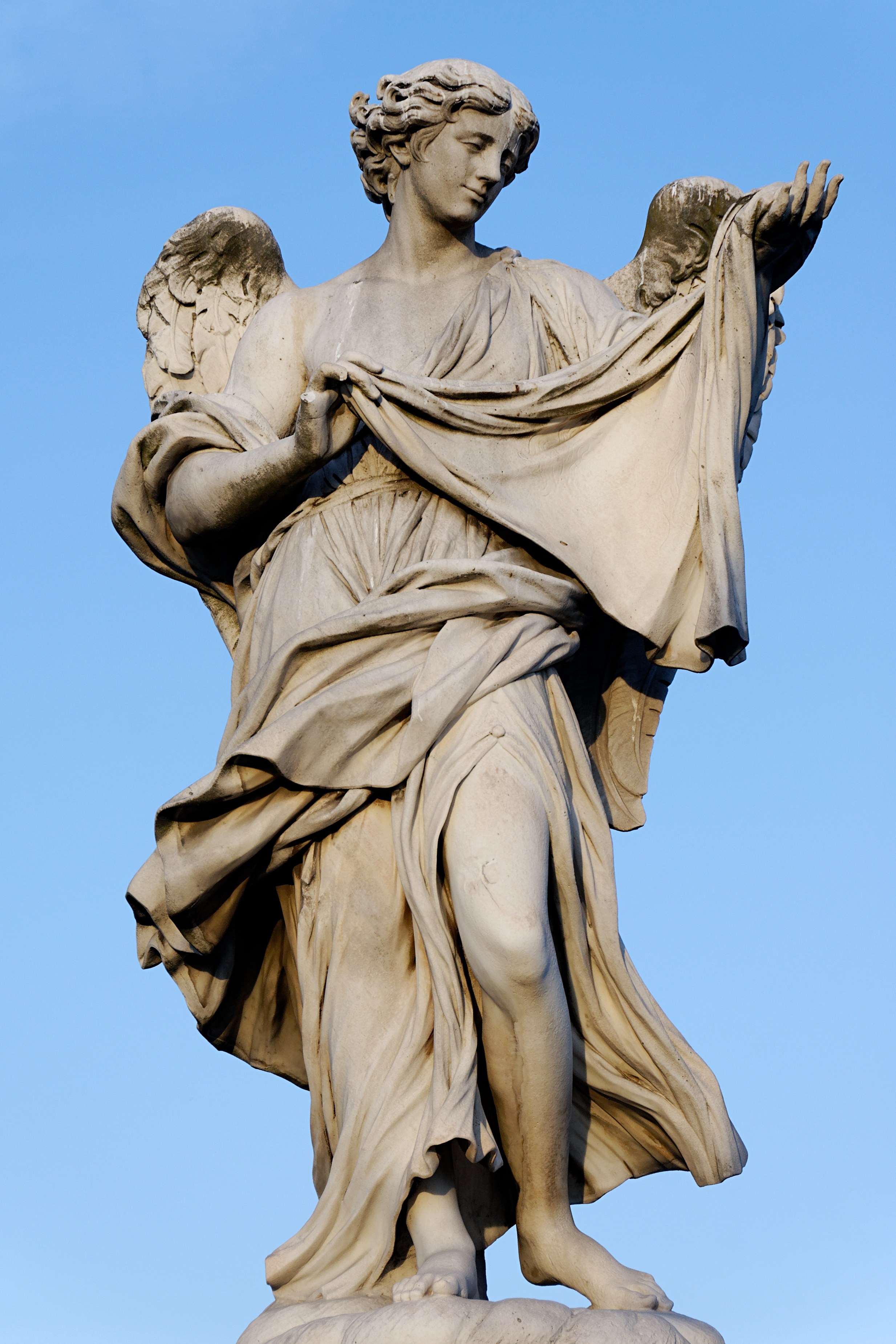
El Velo de Verónica en el que su rostro quedo impreso con sangre (Cosimo Fancelli)
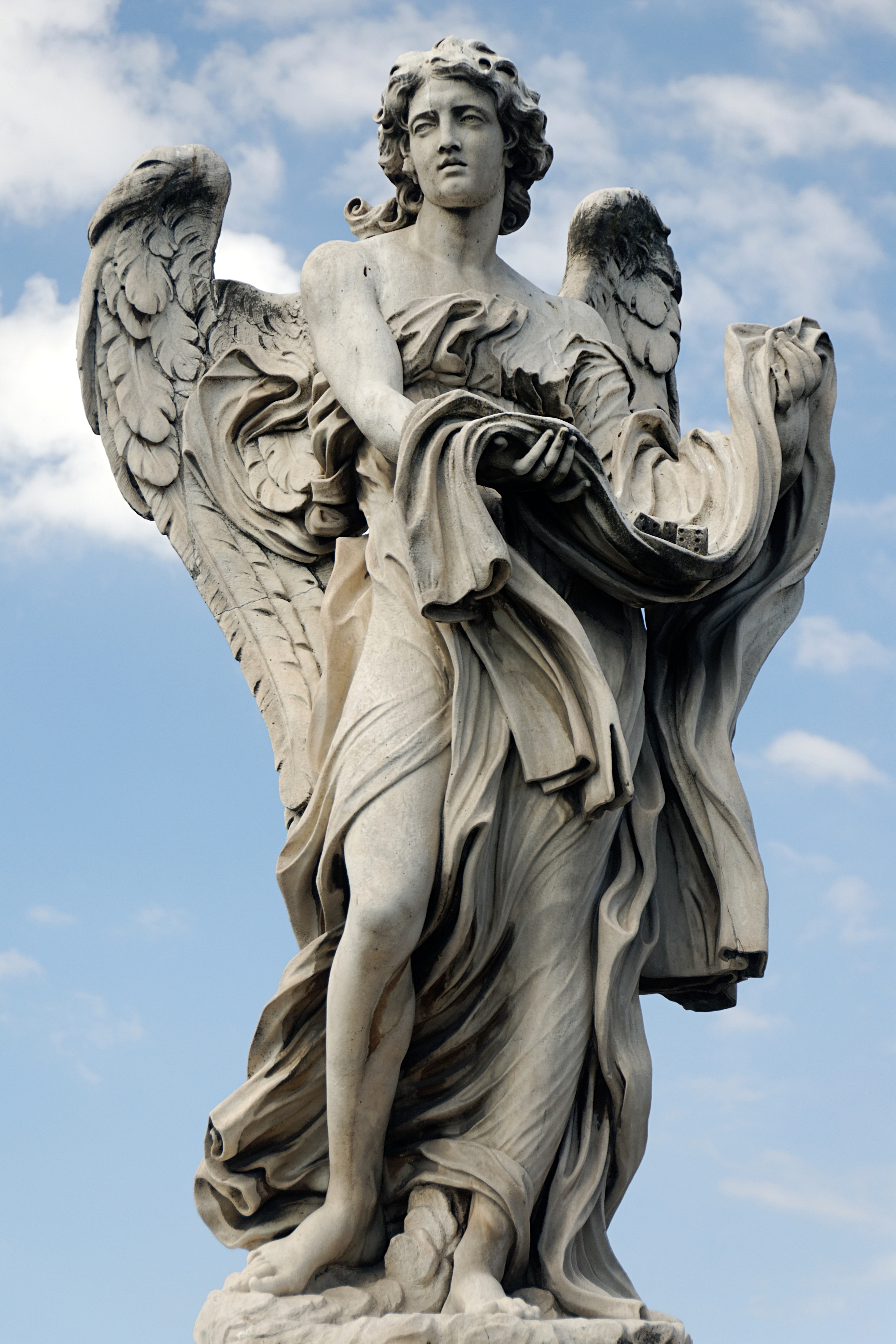
La túnica con la que los soldados jugaban a los dados Paolo Naldini
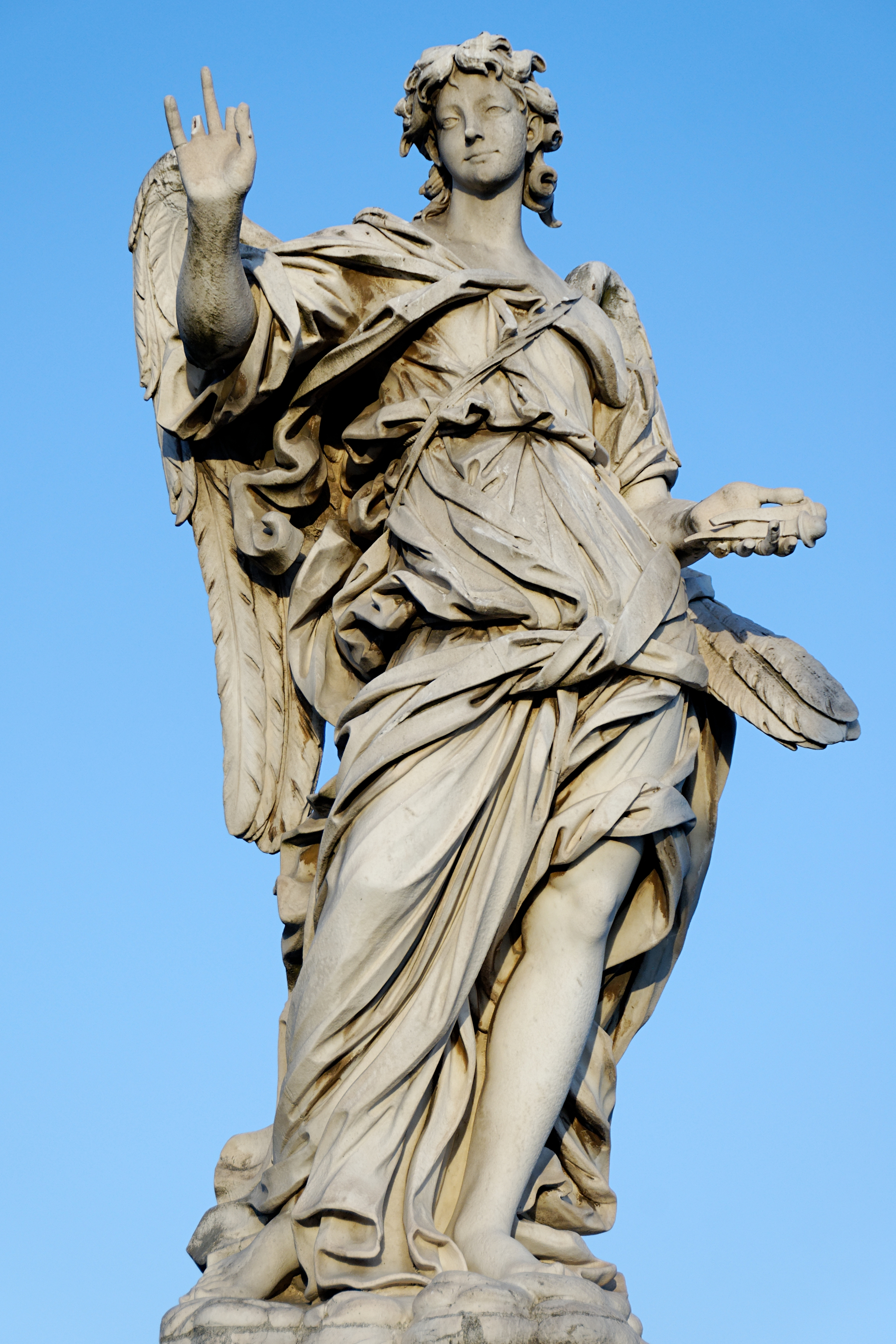
Los clavos con que lo crucificaron (Girolamo Lucenti)
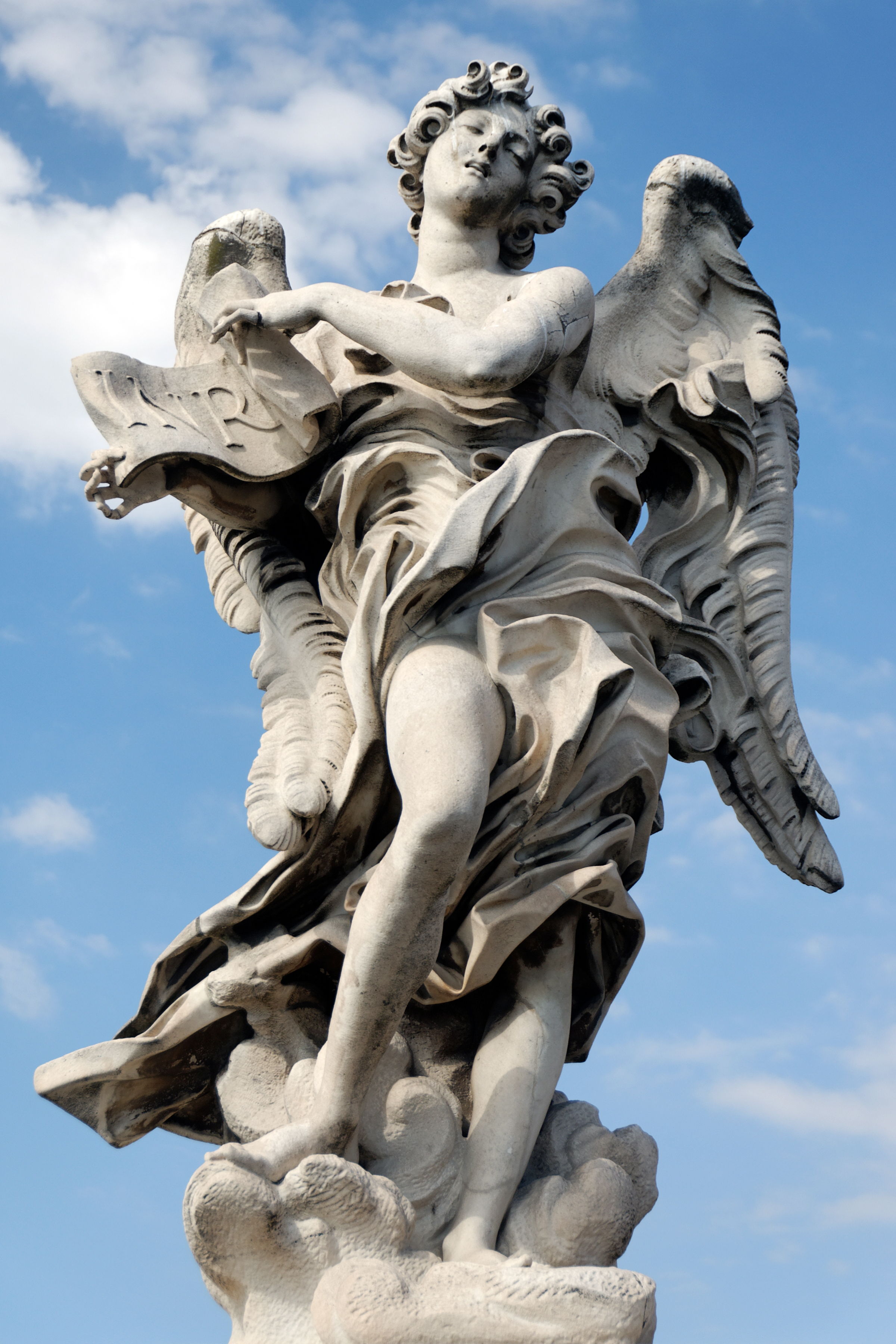
La escritura INRI que se colocó encima de la cruz para indicar el motivo de la pena de muerte ( Bernini con la ayuda de  Giulio Cartari).
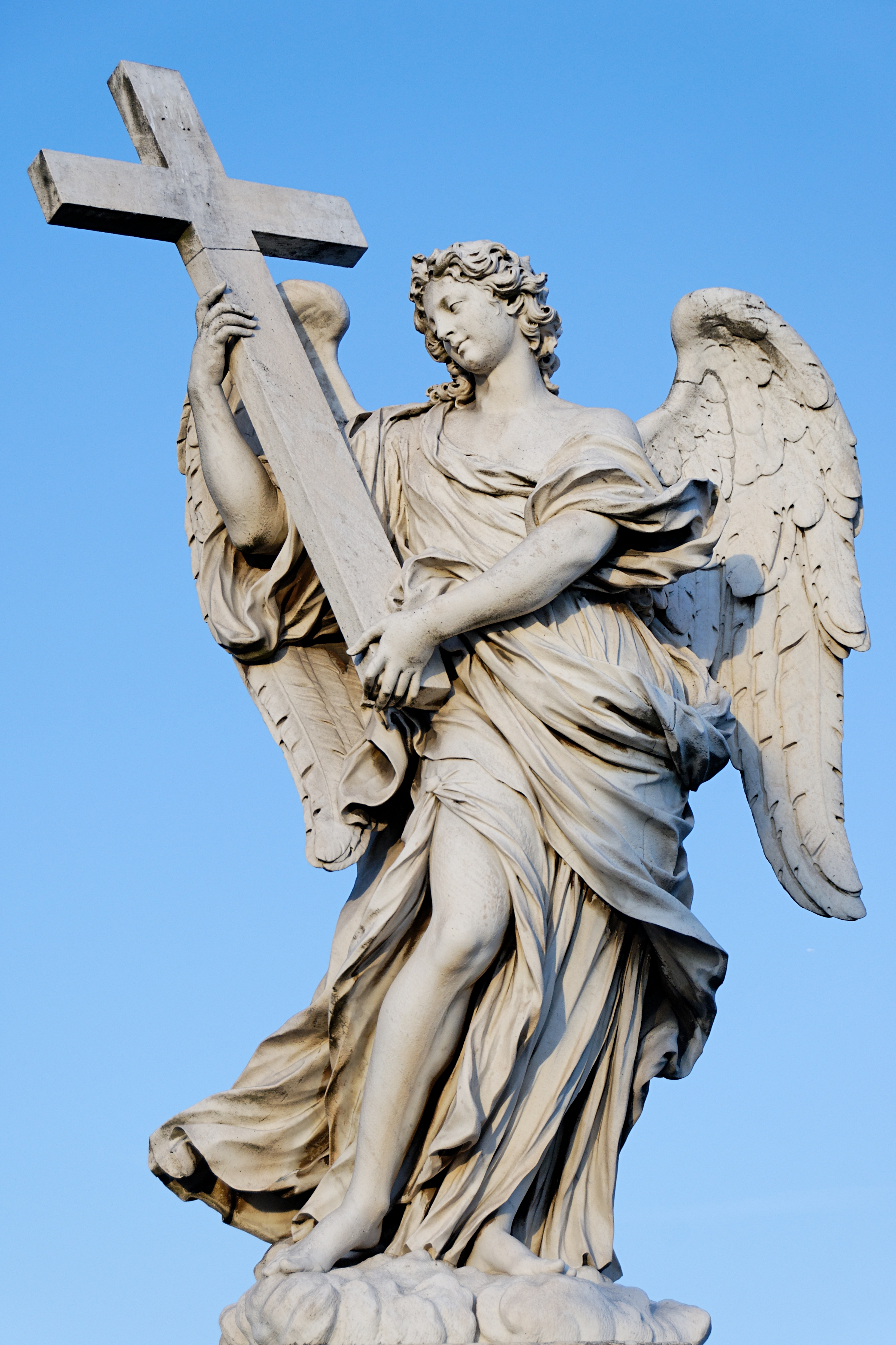
La cruz en la que fue crucificado (Ercole Ferrata)
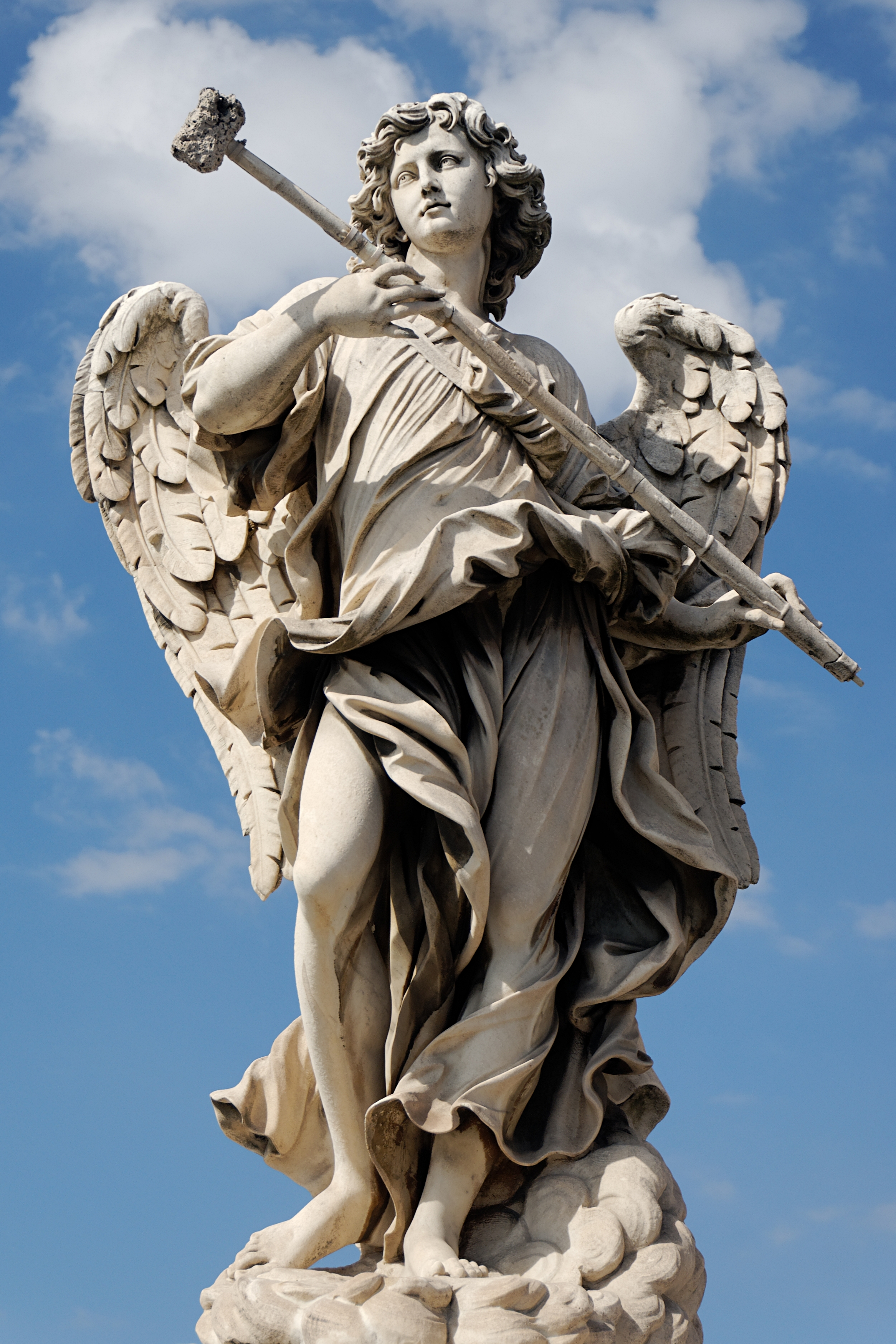
La esponja empapada en aceite (Antonio Giorgetti)
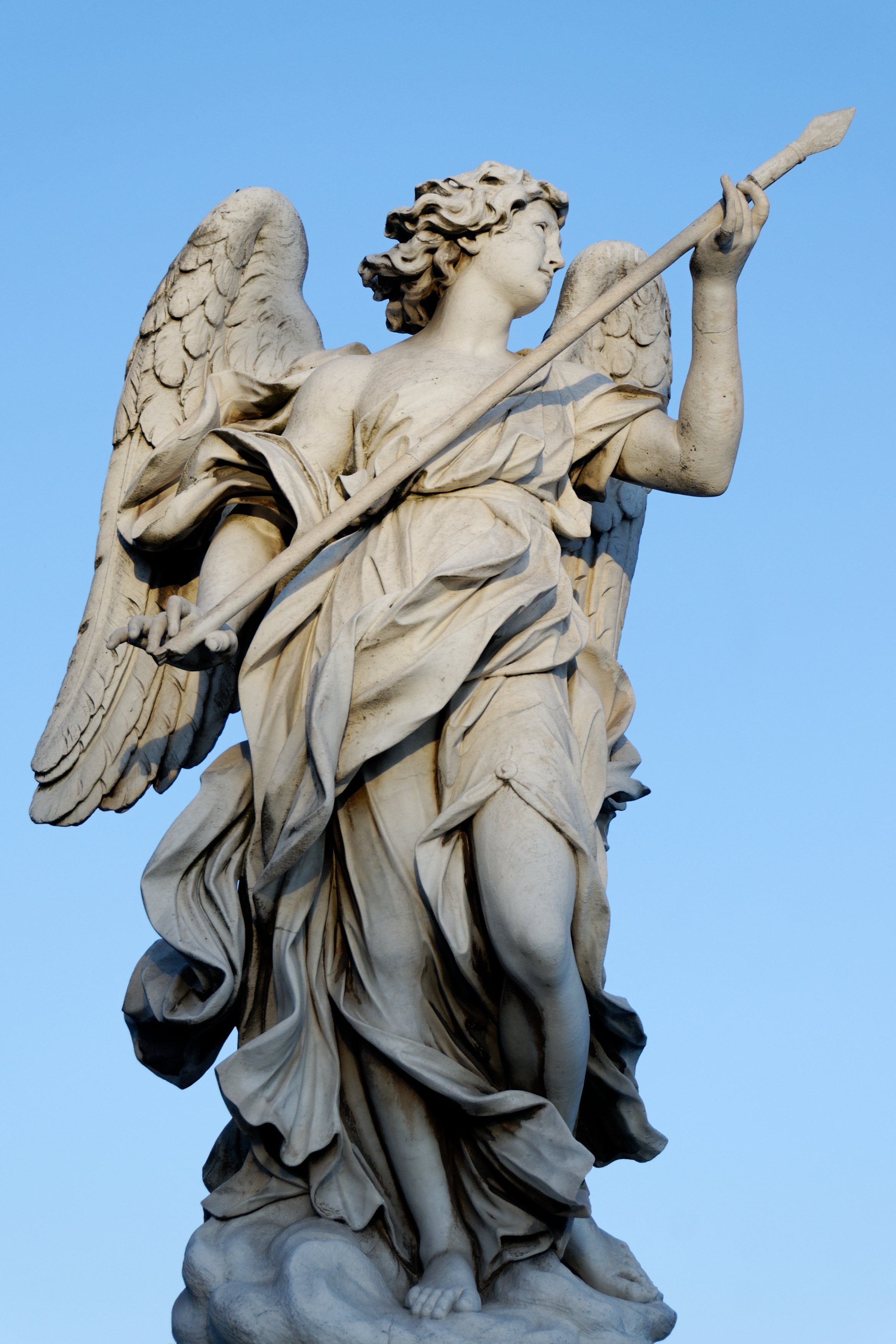
La lanza que le atravesó el costado (Domenico Guidi)

## Galería de imágenes

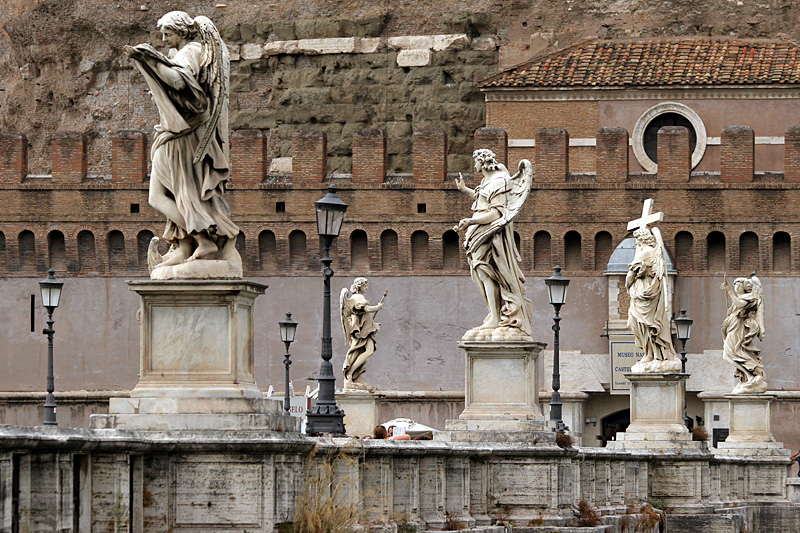
Ángeles en el Puente Sant'Angelo.
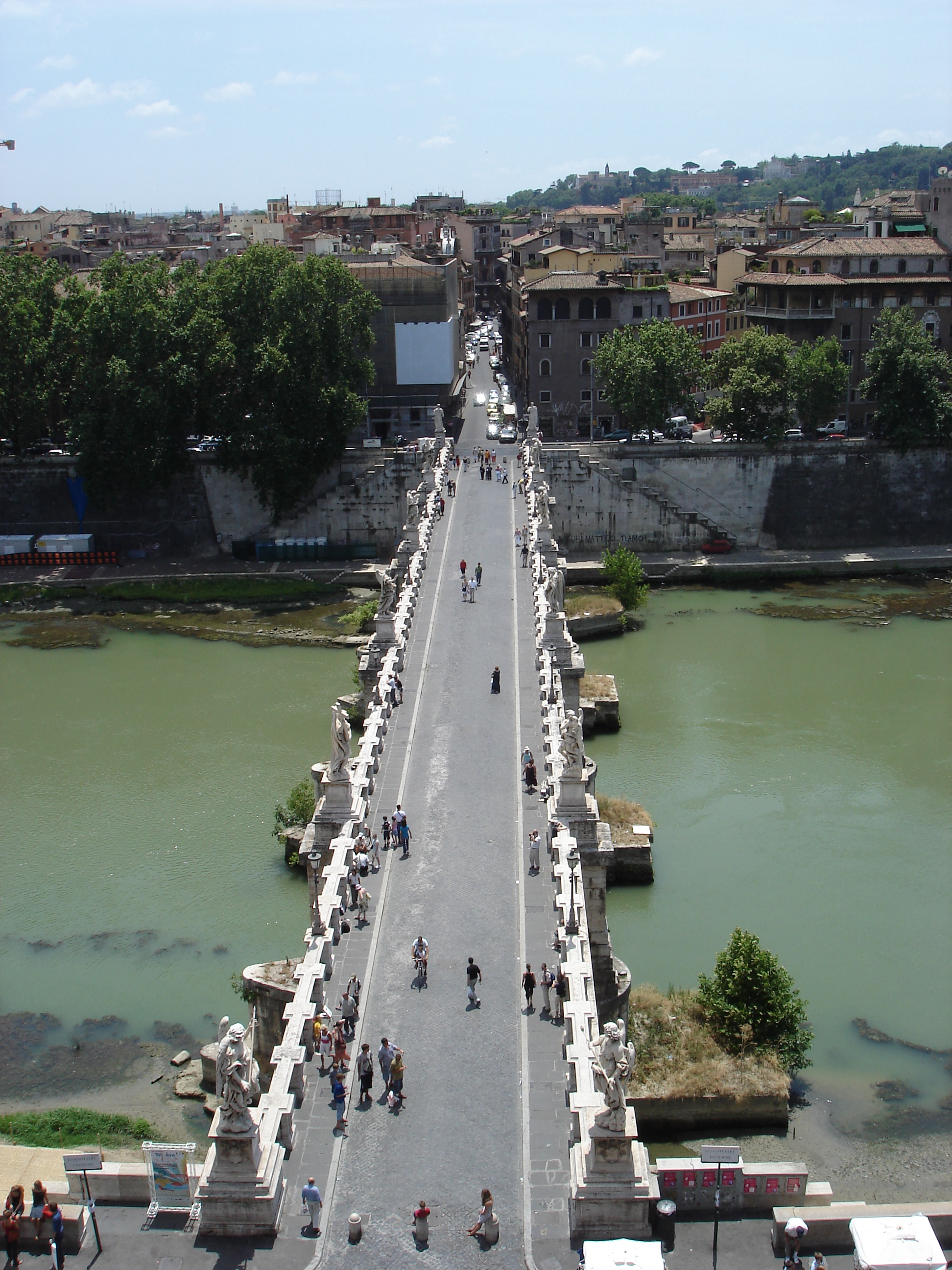
El puente visto desde las murallas de Castel Sant'Angelo y mirando hacia el centro de Roma.
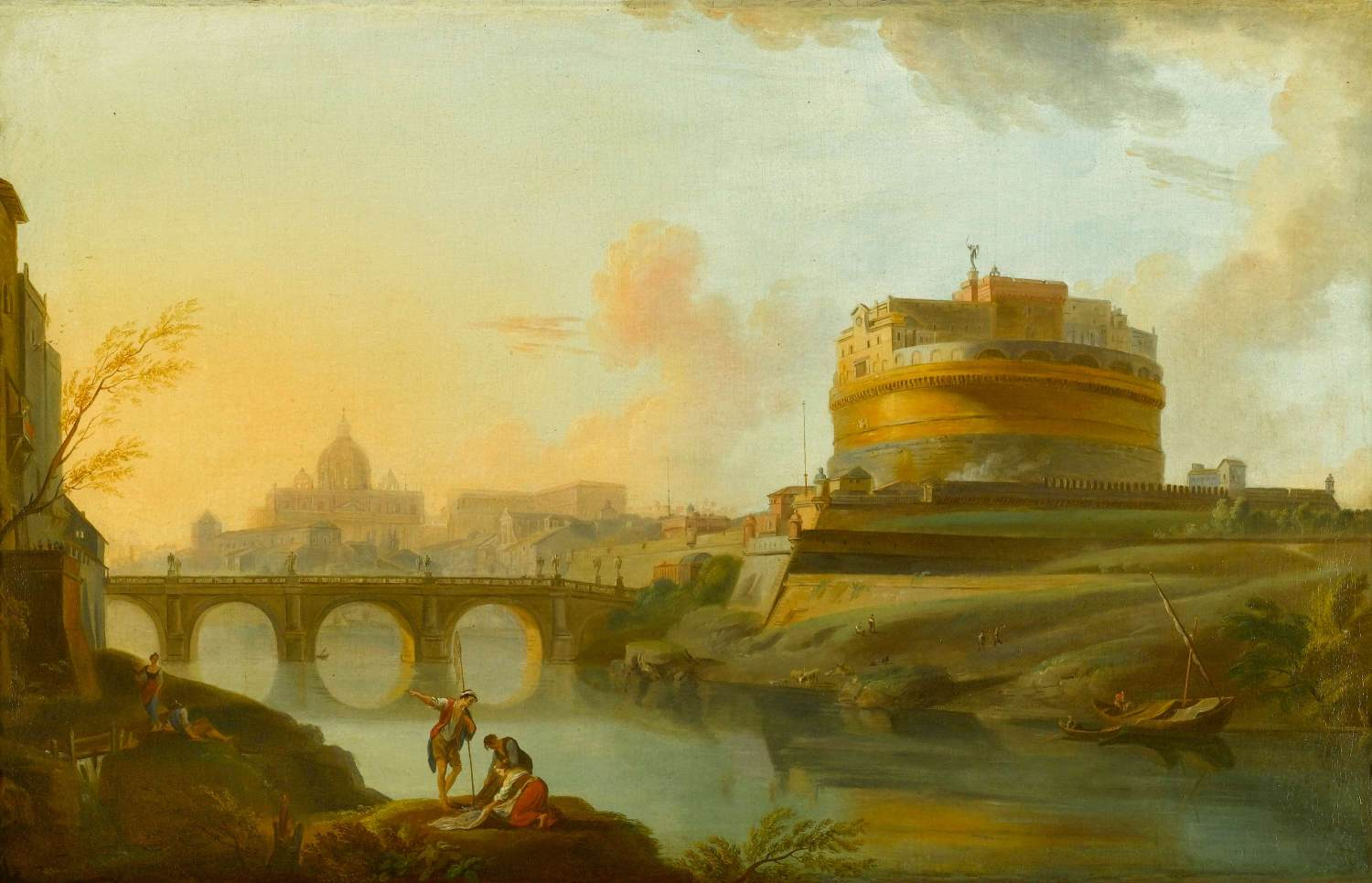
Le Château et le pont Saint-Ange (Jean-Baptiste Lallemand, siglo XVIII).
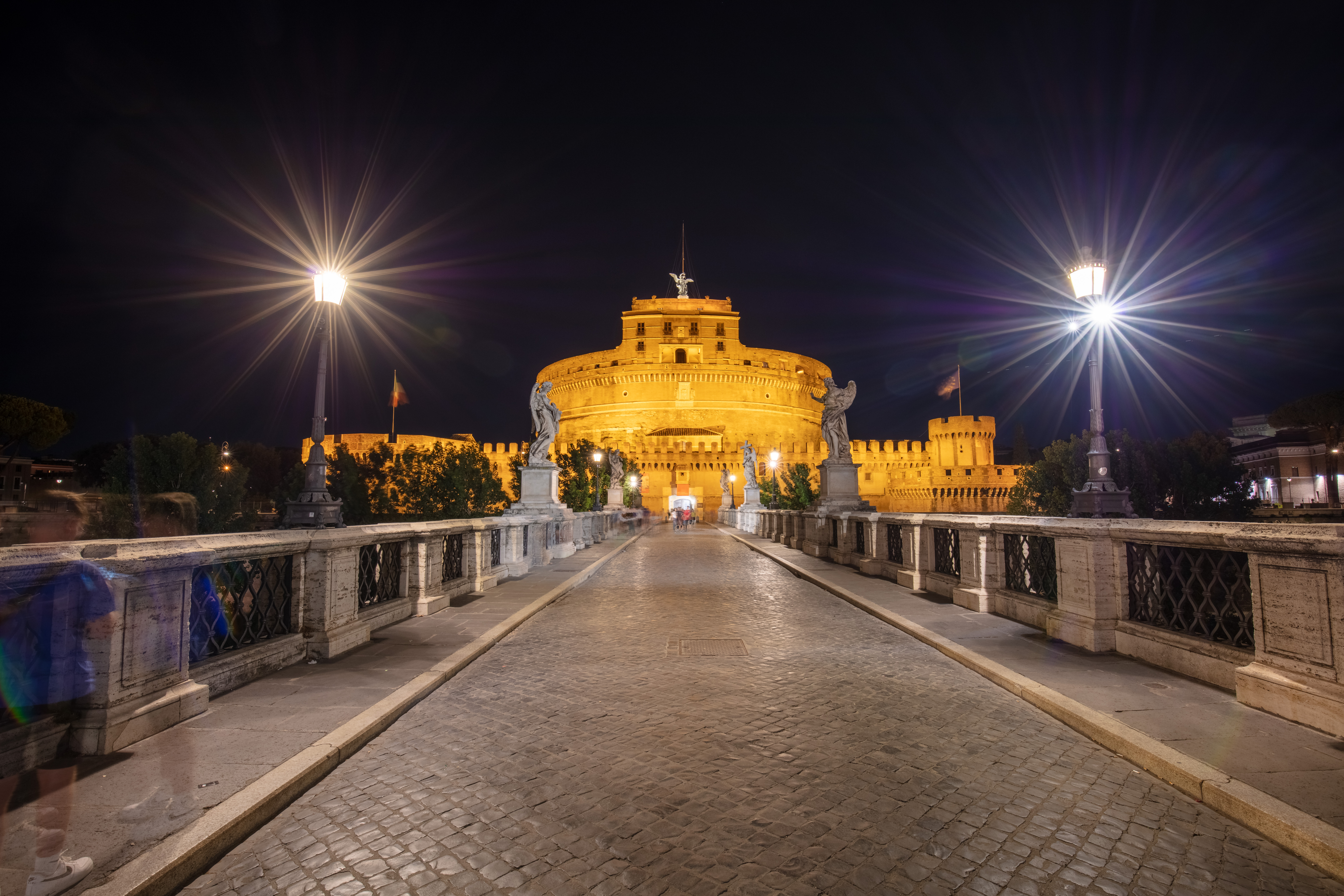
Vista sobre el puente.
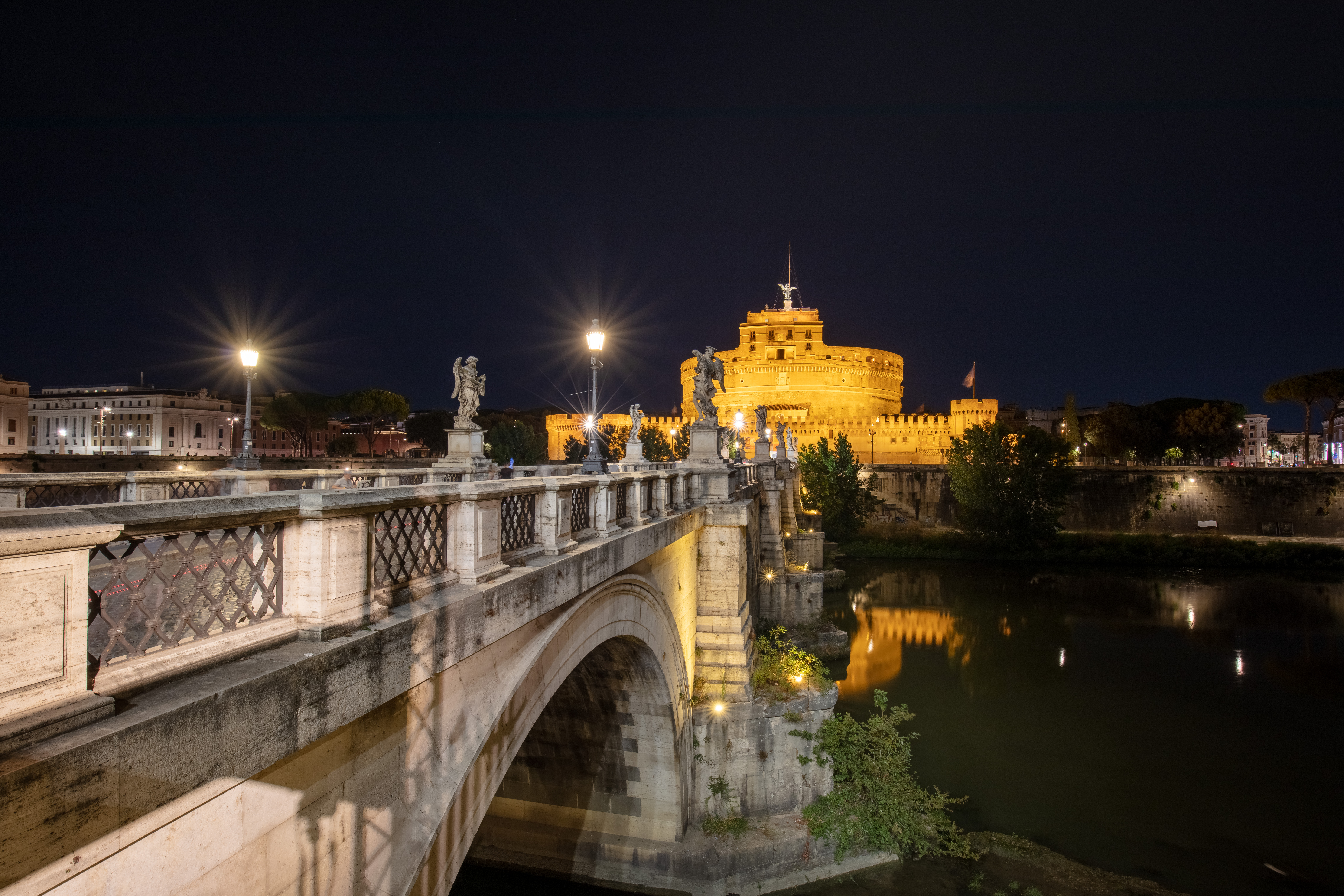
Vista del puente y del castillo de Sant'Angelo.